# Heliophorus ila
Heliophorus ila är en fjärilsart som beskrevs av De Niceville 1896. Heliophorus ila ingår i släktet Heliophorus och familjen juvelvingar. Inga underarter finns listade i Catalogue of Life.

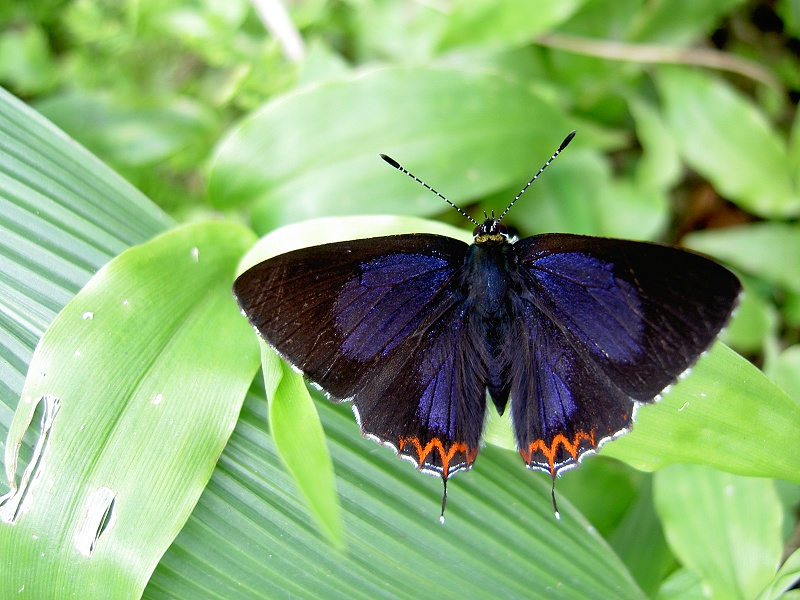
Hane av underarten matsumurae.